# Breistroff-la-Grande
Breistroff-la-Grande – miejscowość i gmina we Francji, w regionie Grand Est, w departamencie Mozela.
Według danych na rok 1990 gminę zamieszkiwało 338 osób, a gęstość zaludnienia wynosiła 32 osób/km² (wśród 2335 gmin Lotaryngii Breistroff-la-Grande plasuje się na 717. miejscu pod względem liczby ludności, natomiast pod względem powierzchni na miejscu 568).